# Лионска висша школа за химия, физика и електроника
Лионската висша школа за химия, физика и електроника на френски: École supérieure de chimie, physique, électronique de Lyon, CPE Lyon) е частно висше училище за инженерство във Франция.
Намира се във Вилюрбан, като организира обмени и с университети в чужбина. В него се подготвят основно инженери на много високо ниво, предназначени главно за заетост в компаниите. Характерна особеност е, че между втората и третата година студентите „прекъсват“ следването си за една година, като през това време те трябва да практикуват наученото във фирма в чужбина или Франция или да се отдадат на свой проект.

## Професор
- Бернар Биго, френски академик и експерт